# Ectopatria eugraphica
Ectopatria eugraphica är en fjärilsart som beskrevs av Turner 1944. Ectopatria eugraphica ingår i släktet Ectopatria och familjen nattflyn. Inga underarter finns listade i Catalogue of Life.